# Subfischerina
Subfischerina es un género de foraminífero bentónico de la subfamilia Fischerininae, de la familia Fischerinidae, de la superfamilia Cornuspiroidea, del suborden Miliolina y del orden Miliolida. Su especie tipo es Subfischerina galapagosensis. Su rango cronoestratigráfico abarca el Holoceno.

## Discusión
Clasificaciones más recientes incluyen Subfischerina en la superfamilia Nubecularioidea.

## Clasificación
Subfischerina incluye a la siguiente especie:
- Subfischerina galapagosensis